# Château de Gadancourt
Le château de Gadancourt est un château français du XVIIe siècle situé dans la commune de Gadancourt dans le département du Val-d'Oise et la région Île-de-France.
Le château fait l’objet d’un classement au titre des monuments historiques en 1948, par arrêté du 15 juin 1948 ; Le bâtiment dit Le Monastère dans le domaine du château bénéficie d'une inscription à cette même date.

## Historique
Attesté dès le XVe siècle, il est entièrement rebâti en deux étapes. David de Hazeville, seigneur de Gadancourt, fait bâtir les deux pavillons du château à la fin du XVIe siècle ; en 1768, le corps principal du logis est rebâti par François-Jean Roger, conseiller et écuyer du roi. En dépit des deux siècles d'écart entre ces campagnes de construction, la façade orientale sur le parc est parfaitement homogène. Le corps de logis principal comporte deux niveaux sur sept travées, avec un corps central légèrement saillant surmonté d'un fronton triangulaire, et couvert d'un toit à deux croupes. Les deux pavillons d'angle forment des ailes latérales en retour d'équerre sur la cour d'honneur, à l'ouest. De deux niveaux et demi, ils sont couverts de hauts combles à la française, cantonnés de larges cheminées. Dans le château primitif en 1534, Jean Calvin aurait commencé d'écrire son livre « L'Institution de la religion chrétienne ». Le château n'est que très partiellement visible depuis la rue.
Le château devient la propriété de la famille Aubourg de Boury.

## Description

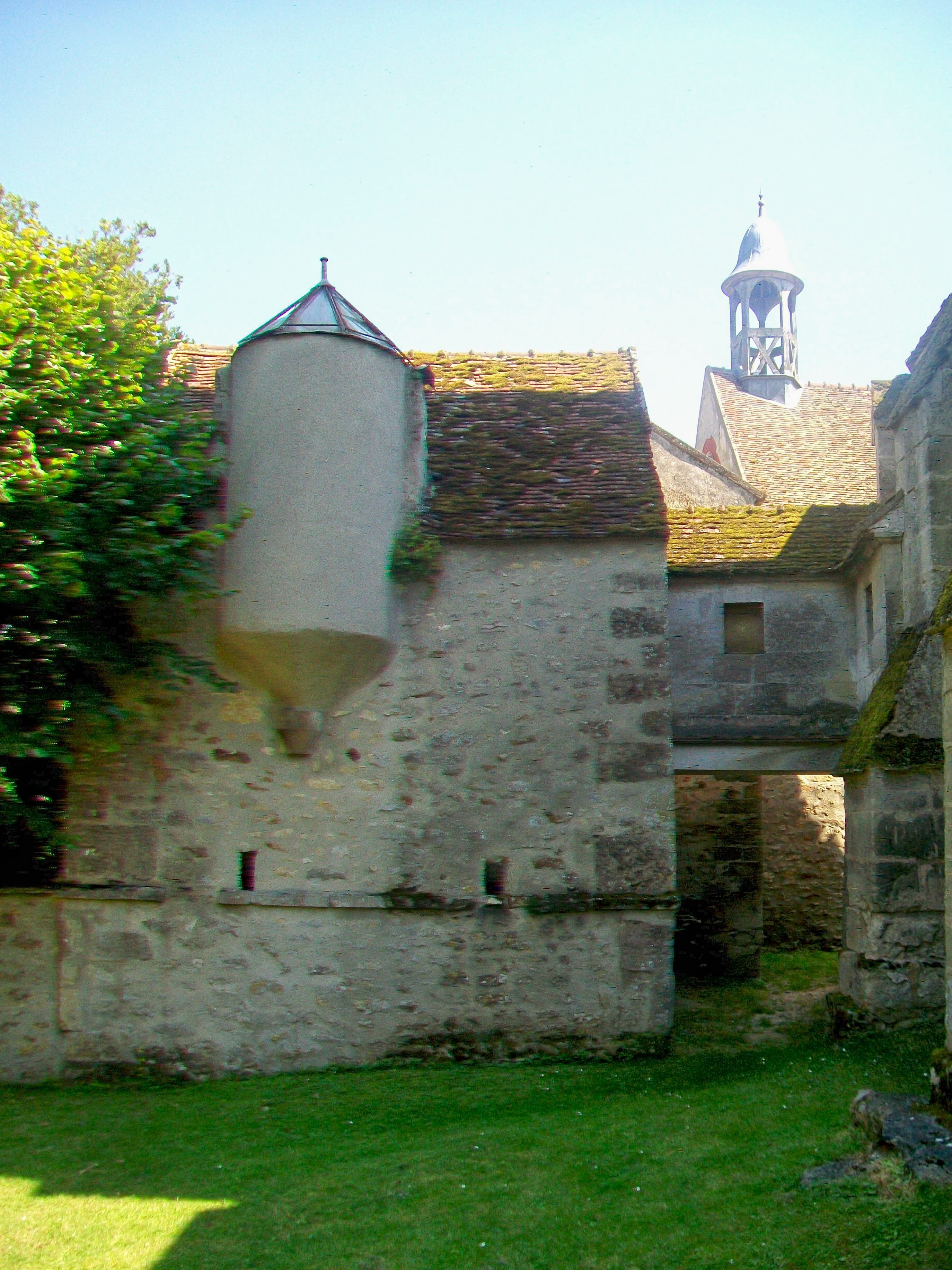